# János Süli
János Süli (ur. 26 stycznia 1956 w Békéscsabie) – węgierski inżynier, menedżer i samorządowiec, dyrektor generalny elektrowni jądrowej Paks, parlamentarzysta, w latach 2017–2022 minister bez teki w trzecim i czwartym rządzie Viktora Orbána.

## Życiorys
Z wykształcenia inżynier, specjalista w zakresie elektrotechniki. Ukończył w 1980 studia na Uniwersytecie Technicznym w Budapeszcie. W tym samym roku podjął pracę w sektorze węgierskiej energetyki jądrowej. Od 1986 obejmował stanowiska funkcyjne w elektrowni jądrowej Paks. W 2001 został dyrektorem departamentu operacyjnego, w 2004 dyrektorem technicznym, a w 2005 dyrektorem operacyjnym tego przedsiębiorstwa. W latach 2009–2010 pełnił funkcję dyrektora generalnego, następnie do 2011 był zastępcą dyrektora generalnego. Po odejściu z koncernu zarządzał przedsiębiorstwem energetycznym EMI-DUNA.
W 2014 objął urząd burmistrza miasta Paks. W maju 2017 dołączył do trzeciego rządu Viktora Orbána jako minister bez teki odpowiedzialny za projekt budowy dwóch nowych bloków elektrowni jądrowej Paks.
W wyborach w 2018 został wybrany do Zgromadzenia Narodowego, będąc kandydatem koalicyjnej Chrześcijańsko-Demokratycznej Partii Ludowej (KDNP). W maju 2018 pozostał na dotychczasowym stanowisku rządowym w kolejnym gabinecie lidera Fideszu. W 2022 z powodzeniem ubiegał się o poselską reelekcję. W maju tegoż roku zakończył pełnienie funkcji ministra. Objął następnie stanowisko sekretarza stanu w ministerstwie spraw zagranicznych i handlu, z którego zrezygnował we wrześniu tegoż roku.